# シーン
シーン、あるいは場面（ばめん）とはある場所での動作の一区切りを指す。記録された映像作品においては編集が可能なため、一般的に舞台などのシーンに比べると短くなる傾向がある。
映画では1秒間に24個のフィルムのコマ（フィルムフレーム）があり、最小単位からいえば、コマ→ショット→シーン→シークエンス→1本の映画となる。本項目ではシーンに隣接する概念であるショット、シークエンスについても言及する。

## シーン
映像におけるシーンはある場所での一連のショットを複数まとめたもの。よく見られるシーンに対しては特にアクションシーン、クラッシュシーン、戦闘シーン、ラブシーン、ヌードシーンなど固有の名称を持つものがある。
映像作品に限らず小説などの物語にも一般的に用いられる言葉である。

## ショット
映像におけるショット (英: shot) は時空間的に連続した単一の映像断片である。
カメラを回し始め、撮影し、停止すると、フィルムには開始時点から終了時点まで時間的に連続で、かつ開始地点から終了地点まで空間的に連続な、時空間的に連続した単一の映像断片が記録される。これがショットである。長さに関係なく、カットされて（切られて）いなければ1つのショットになる。
カットを同義語として使う場合もあるが、ショットは上記の通り映像そのものを指し、カットはショットからショットへ転換するその切れ目あるいは編集でフィルムを切断する行為を指す。ただし、日本語のカット割り（する）というのは、プリプロ段階でのショット構成としての絵コンテ作りやショットリストの作成を指す。
ショットを撮影方法で分類するとロングショット、ツーショット、クローズアップなどがあり、ロングショットは場面や場所の説明を行うショットであるエスタブリッシング・ショット。クローズアップは俳優の表情を大写しすることで感情を画いたり、物語のポイントを強調するために使用される。

## カット
英語本来の意味でのカットは、映画、テレビ番組、ゲーム、アニメーションなどの映像作品において、連続的に撮影された二つのショットを切って繋げること、或は一つのショットの二つの部分を繋げること、つまり編集することである。
あるショットに別のショットを挿入することをインサートという。（カットインなどと英語では言わない）この場合は、主となる長めのショットに従となる短めのショットが切り込まれるが、二つのショットが対等である場合はリバースカットという。（カットバックなどとは英語では言わない）
監督やディレクターによって編集された異本の作品は「ディレクターズ・カット」と呼ばれる。

## シークエンス
シークエンスとは一連のシーンをまとめて一つの物語上の繋がりを持つようにしたものである。シークエンスをひとまとめにしたものが1本の映像作品となる。日本ではシーンとの区別は曖昧でありしばしば混同されるが、本来はシーンとはシークエンスよりもさらに小さな場面のことを指す。たいていはカットやショットという最小単位を元にして、そのカットの集合がシーンを構成し、さらにはそのシーンの集合がシークエンスとなり、シークエンスが繋がりを持った束となって一つの映画が構成される。ただし、中にはテオ・アンゲロプロスのように、一つのシークエンスをカット割りすることなく一つの連続したカットで撮り上げる作家や作品もある。